# Woodstock, Maine
Woodstock är en kommun (town) i Oxford County i Maine. Vid 2010 års folkräkning hade Woodstock 1 277 invånare.

## Kända personer från Woodstock
- Sidney Perham, politiker